# Ese Brume
Ese Brume (født 20. januar 1996) er en nigeriansk atlet, der konkurrerer i længdespring.
Ved verdensmesterskaberne i atletik 2019 tog Brume bronze i længdespring.
Ved sommer-OL 2020 i Tokyo tog Brume bronze i længdespring efter et spring på 6,97 meter.